# 🇹🇨
🇹🇨 is een Unicode vlagsequentie emoji die gebruikt wordt als regionale indicator voor Turks- en Caicoseilanden. De meest gebruikelijke weergave is die van de vlag van de Turks- en Caicoseilanden, maar op sommige platforms (waaronder Microsoft Windows) ziet men de letters TC.
De vlagsequentie is opgebouwd uit de combinatie van de Regional Indicator Symbols 🇹 (U+1F1F9) en 🇨 (U+1F1E8), tezamen de ISO 3166-1 alpha-2 code TC voor Turks- en Caicoseilanden vormend.
Deze emoji is in 2010 geïntroduceerd met de Unicode 6.0-standaard.

## Gebruik

De landsvlag van Turks- en Caicoseilanden

Deze emoji wordt gebruikt als regionale aanduiding van Turks- en Caicoseilanden.

## Codering

De Twemoji-implementatie

### Unicode
In Unicode vindt men de 🇹🇨 met de codesequentie U+1F1F9 U+1F1E8 (hex).

### Shortcode
Er zijn shortcodes  voor 🇹🇨; in Github kan deze opgeroepen worden met :turks & caicos islands:,  in Slack kan het karakter worden opgeroepen met de code :flag-tc:.